# Google Home
Google Home — серія розумних колонок, розроблених компанією Google. Пристрої дозволяють користувачам давати голосові команди, які виконує Google Assistant, віртуальний асистент корпорації. У систему інтегровані внутрішні та зовнішні сервіси компанії, що дозволяє користувачам слухати музику, відтворювати відео та фото або дізнаватись новини лише за допомогою голосу. Google Home також має інтегровану підтримку автоматизації дому. Перший такий пристрій був випущений у США в листопаді 2016 року та продавався за ціною 129$. 
Завдяки оновленням програмного забезпечення для Google Home та Google Assistant, колонка часто отримує багато нового, корисного функціоналу. Кілька динаміків можна розмістити в різних кімнатах будинку для синхронного відтворення музики. Оновлення, опубліковане у квітні 2017 року, забезпечило підтримку кількох користувачів, що дозволяє пристрою розрізняти до шести людей за голосом. У травні 2017 року компанія Google оголосила про кілька оновлень, серед яких безкоштовні телефонні дзвінки в режимі гучного зв'язку у США та Канаді; сповіщення перед запланованими подіями; потокове аудіо Bluetooth; можливість додавати нагадування у календарі. 
Перша версія Google Home вийшла у листопаді 2016 року. Вона мала циліндричну форму з кольоровими LED індикаторами зверху. У жовтні 2017 року компанія Google оголосила про два доповнення до лінії продуктів: мініатюрний Google Home Mini та більшу версію Google Home Max. У жовтні 2018 року корпорація випустила Google Home Hub, розумний динамік із 7-дюймовим сенсорним екраном. Наступне покоління розумного дисплею під назвою Google Nest Hub Max було презентовано у травні 2019 року і отримало 10-дюймовий екран та відеокамеру. 
У травні 2019 року компанія оголосила, що пристрої Google Home будуть перейменовані під брендом Google Nest. 

## Історія
У березні 2016 року були опубліковані звіти про те, що Google розробляє розумну колонку, щоб конкурувати з Amazon Echo. Google Home був офіційно презентований на конференції розробників компанії в травні 2016 року  , де також було анонсовано, що керування колонкою буде здійснюватись за допомогою Google Assistant (продукт, що еволюціонував з Google Now, призначений для інтеграції в інші продукти, оголошені на конференції так само). 
У жовтні 2016 року мобільний додаток для iOS та Android, який використовувався для початкового налаштування Google Home та інших потокових пристроїв Google, було перейменовано з "Google Cast" на "Google Home", залишивши Google Cast, виключно як ім'я протоколу, який "надсилає" медіаконтент для відтворення на іншому пристрої.  Розумна колонка Google Home поступила у продаж у США 4 листопада 2016 року,    та у Великій Британії 6 квітня 2017 року.   У травні 2017 року Google оголосила, що колонка в середині 2017 року буде продаватись в Австралії, Канаді, Франції, Німеччині та Японії  , а пристрій 2 червня 2017 року стане доступним для попереднього замовлення в Канаді, з можливістю покупки вже 26 червня.   У липні 2017 року Google оголосила про початок продажу Google Home в Австралії 20 липня 2017 року,  Франції 3 серпня 2017 року,  Німеччині 8 серпня 2017 року  та Італії 27 березня 2018 року. 
4 жовтня 2017 року світ побачив Google Home Mini — менший та дешевший варіант, який вийшов у продаж 19 жовтня 2017 року , а також Google Home Max — більший, дорожчий варіант, який почали продавати 11 грудня 2017. 
Google Home and Home Mini потрапили на прилавки магазинів в Індії 10 квітня 2018 року , а Google Nest — 26 серпня 2019 року. 
7 травня 2019 року, під час щорічної конференції розробників Google I/O, компанія анонсувала, що відтепер всі їхні домашні смарт-продукти будуть продаватися під торговою маркою Nest. 
10 липня 2019 року у репортажі, опублікованому бельгійським сайтом новин VRT NWS, вдалося отримати доступ до більш ніж тисячі аудіовитягів, записаних Google Assistant у Бельгії та Нідерландах.  Аудіофайли були надіслані співробітникам Google для розробки технології мовлення Google Assistant. Згідно зі звітом VRT NWS, 153 з 1000 аудіофайлів ніколи не повинні були записуватися, тому що під час них команда "OK Google" явно не була дана. У деяких випадках записи включали "розмови в спальні, розмови між батьками та їхніми дітьми, а також професійні телефонні дзвінки, що містять багато приватної інформації". 
Google захищав цей підхід в публікації у своєму блозі [Архівовано 27 вересня 2019 у Wayback Machine.]: "В рамках нашої роботи над розробкою технологій мовлення для більшої кількості мов, ми співпрацюємо з мовними експертами, які розуміють нюанси та акценти певної мови, по цілому світі", — написала Google. "Ці мовні експерти розглядають та записують невеликий набір запитів, щоб допомогти нам краще зрозуміти ці мови. Це важлива частина процесу побудови мовленнєвих технологій і  вона є необхідною для створення таких продуктів, як Google Assistant." 

## Дивись також
- Огляд CNET [Архівовано 24 червня 2018 у Wayback Machine.] (Google Home)
- Огляд CNET [Архівовано 13 вересня 2018 у Wayback Machine.] (Google Home Mini)

## Зовнішні посилання
- Офіційний сайт